# Atlapetes paynteri
Atlapetes paynteri, "gräddkronad snårsparv", är en fågelart i familjen amerikanska sparvar inom ordningen tättingar.

## Utbredning och systematik
Fågeln förekommer endast i norra Peru (norra Piura till gränsen mot Cajamarca). Den betraktas oftast som en underart av vitvingad snårsparv (Atlapetes leucopterus), men urskiljs sedan 2016 som egen art av Birdlife International och IUCN.

## Status
Den kategoriseras av IUCN som livskraftig.